# Xenosperma murrillii
Xenosperma murrillii är en svampart som beskrevs av Gilb. & M. Blackw. 1987. Xenosperma murrillii ingår i släktet Xenosperma och familjen Xenasmataceae.   Inga underarter finns listade i Catalogue of Life.